# Justine Gardahaut
Justine Gardahaut es una deportista francesa que compitió en vela en la clase Mistral. Ganó dos medallas en el Campeonato Europeo de Mistral, oro en 1995 y plata en 1997.

## Palmarés internacional
| \| Campeonato Europeo \| Campeonato Europeo \| Campeonato Europeo \| Campeonato Europeo \| \| Año \| Lugar \| Medalla \| Clase \| \| ------------------ \| --------------------- \| ------------------ \| ------------------ \| \| 1995 \| Sandown (Reino Unido) \| Medalla de oro \| Mistral \| \| 1997 \| Murcia (España) \| Medalla de plata \| Mistral \| |                       |                  |         |
| Campeonato Europeo |                       |                  |         |
| Año | Lugar                 | Medalla          | Clase   |
| 1995 | Sandown (Reino Unido) | Medalla de oro   | Mistral |
| 1997 | Murcia (España)       | Medalla de plata | Mistral |